# Bawnboy
Bawnboy (z irlandzkiego Bádhún Buí, co oznacza żółty bawół) – wieś w Irlandii, położona w dolinie u stóp Slieve Rushen, między Ballyconnell i Swanlinbar, w hrabstwie Cavan. Populacja na rok 2011 wynosiła 580 osób.
Bawn  w jej nazwie to mur obronny otaczający irlandzką wieżę rycerską. Jest to przeinaczona na język angielski wersja irlandzkiego słowa badhún oznaczającego bydlęcą twierdzę lub oborę dla bydła – jej pierwotnym celem była ochrona bydła podczas ataku. Pozostałości późnego średniowiecza można zobaczyć w Bawnboy House, od którego wzięła się nazwa wioski. Najwcześniejsza zachowana wzmianka o nazwie miejsca znajduje się w  Hearth Money Rolls for Templeport z 1664 roku, gdzie nazywa się Baonboy. Inną nazwą miejscowości jest Kilsub lub Kilsob.
Z Bawnboy pochodzi Francis Duffy (ur. 1958), irlandzki duchowny katolicki, arcybiskup metropolita Tuam, oraz Dave Rudden (ur. 1988), irlandzki pisarz, autor powieści i opowiadań fantasy dla młodzieży. 